# Hans Täger

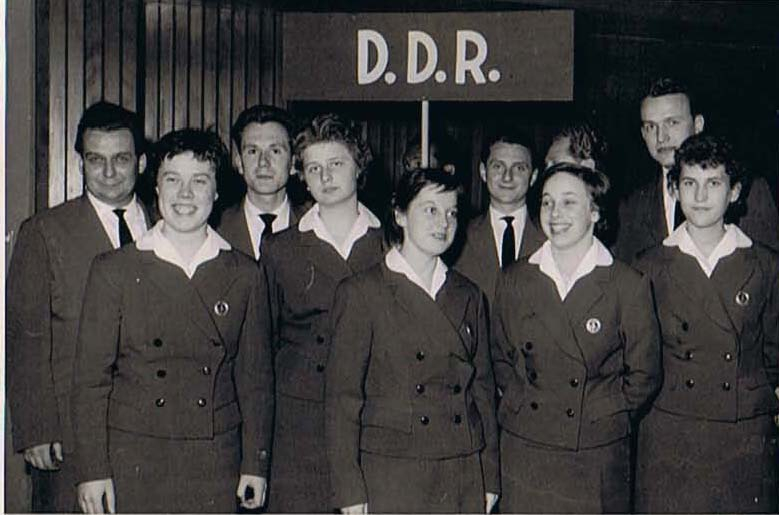
Nationalmannschaft der DDR
Herren von rechts nach links: Günter Matthias, Heinz Schneider (verdeckt), Helmut Hanschmann, Hans Täger und möglicherweise der Trainer.
Damen von links nach rechts: Christa Bannach, Doris Kalweit, Ute Mittelstädt, Sigrun Kunz, Isolde Woschee.

Hans Täger (* 28. Oktober 1934) ist ein ehemaliger deutscher Tischtennisspieler der DDR. Er bestritt 34 Länderspiele.

## Werdegang
Täger spielte zunächst im Verein Lok Stendal und wechselte 1955 zu SC Motor Berlin, mit dessen Herrenmannschaft er 1956 und 1957 DDR-Meister wurde. Danach schloss er sich dem Klub Aufbau Magdeburg an. Bei den DDR-Meisterschaften erreichte er drei Mal das Endspiel: 1956 im Doppel mit Günter Matthias und im Mixed mit Monika Wiskandt sowie 1963 im Doppel mit Hans-Jürgen Fromm.
1958 wurde er in der DDR-Rangliste auf Platz vier geführt.
1959 wurde Täger für die Weltmeisterschaft in Dortmund nominiert. Dabei schied er im Einzel in der ersten Runde gegen Herbert Gomolla aus. Im Doppel mit Helmut Hanschmann gewann er gegen die westdeutschen Lothar Stegmann/Rolf Rätsch und verlor danach gegen Ladislav Štípek/Ludvík Vyhnanovský (CSSR). Mit dem DDR-Team kam er auf Platz siebzehn.
Später spielt er beim Verein Helmstedter SV, den er 2003 Richtung SV Eintracht Magdeburg-Diesdorf verließ.

## Privat
Von Beruf ist Täger Zimmermann.

## Turnierergebnisse
| Verband | Veranstaltung     | Jahr | Ort      | Land | Einzel     | Doppel    | Mixed        | Team |
| ------- | ----------------- | ---- | -------- | ---- | ---------- | --------- | ------------ | ---- |
| GDR     | Weltmeisterschaft | 1959 | Dortmund | FRG  | letzte 256 | letzte 64 | keine Teiln. | 17   |